# 堇花唐松草
堇花唐松草（学名：Thalictrum diffusiflorum）为毛茛科唐松草属下的一个种。

## 扩展阅读
- 維基物種上的相關：堇花唐松草